# Bile (Ukraine)
Pour les articles homonymes, voir Bile (homonymie).
Bile (ukrainien : Біле ; roumain : Bile ; russe : Белое, Beloïe) est le seul village de l'Île des Serpents. Bien que le village soit situé sur une île, il est intégré à la ville de Vylkove, qui fait partie du raïon d'Izmail dans l'oblast d'Odessa, en Ukraine.

## Démographie
En 2022 Bile comptait environ 6248 habitants.

## Histoire
Bile a été fondée en 2007 sur l'Île des Serpents pour servir l'Ukraine dans un litige alors en cours entre ce pays et la Roumanie concernant les eaux territoriales entourant l'île. La fondation du village a été critiquée par la Roumanie, qui a tenté de prouver que le village de l'île ne pouvait pas constituer une colonie permanente. Le différend a pris fin en 2009 à la suite de la médiation de la Cour internationale de justice (CIJ) qui a statué que la Roumanie obtiendrait 80% de la zone maritime contestée. Cela a été accepté par les deux parties.
Le village de Bile ne se compose que de quelques maisons des soldats ukrainiens qui y étaient stationnés, ainsi que d'un monument aux 25 marins russes morts en 1905 pendant la guerre russo-japonaise et d'une enseigne dédiée à saint Georges, soldat romain et saint chrétien.
Le 24 février 2022, lors de l'invasion russe de l'Ukraine, l'île est attaquée et pratiquement toutes les infrastructures du village ont été détruites. Les treize gardes-frontières ukrainiens qui défendaient l'île ont été capturés comme prisonniers de guerre par les forces russes.
Le 30 juin 2022 les forces russes annoncent leur retrait de l'île des Serpents, officiellement pour manifester la « bonne volonté » du Kremlin, mais dans l'impossibilité d'y protéger leurs troupes et de la tenir sous les bombardements ukrainiens, récemment équipés en armes occidentales (dont des missiles anti-navire américains Harpoon, des munitions OTAN pour les canons...).
Bile retrouve donc sa souveraineté ukrainienne, mais reste déserté et entouré d'épaves de barges éventrées dont s'échappent du fioul et du phosphore provenant des munitions ; les constructions à terre, y compris l'ancien phare roumain, sont en ruines.